# Niccolo Paganini by Aleksey Gorokhov
Niccolo Paganini by Aleksey Gorokhov — студійний компакт-диск видатного українського скрипаля Олексія Миколайовича Горохова, випущений 2008 року лейблом Artwood Classic.

## Композиції
- Нікколо Паганіні

1. La streghe Op.8 (12:02)
2. Capriccio .13. Es-dur Op.1 (3:21)
3. Capriccio .20. D-dur Op.1 (2:22)
4. Cantabile & Valse. E-dur (7:05)
5. Introduction & variations «Nel cor piu non mi sento» G-dur on a theme from an opera «La Molinara» by G.Paisiello (13:14)
6. La Primavera Sonata A-dur. Introduction & variations (14:25)
7. Preghiera on a theme from an opera «Mose» by G.Rossini (8:53)
8. Sonata «Napoleon» (9:36)

## Опис диску
Магічна постать геніального італійського скрипаля XIX століття Нікколо Паганіні притягувала до себе багатьох видатних музикантів таких як, Ф. Ліст, Р. Шуман, Й. Брамс, Сергій Рахманінов, Кароль Шимановський та ін. Не один знаний скрипаль намагався збагнути «секрети» гри великого Майстра, досягти такого ж неперевершеного володіння інструментом, мистецтвом повністю підкорювати увагу публіки. Паганіні мав багато послідовників. Це й німець Г.Ернст, француз Е.Соре, поляк К.Липинський, норвежець У.Булль та ін.
На цьому диску зібрані рідко виконувані твори Паганіні для скрипки з оркестром. Це сонати «Весна» і «Наполеон», варіації на тему англійського гімну, що вважаються одними з найскладніших та віртуозних творів великого скрипаля, варіації на тему опери Дж. Паізіелло «Прекрасна Мельничиха» и каприс «Прощання» для скрипки соло, а також відома обробка Ф.Крейслера 1-го концерту Паганіні для скрипки з оркестром.